# Аш-Шабаб (футбольный клуб, Дубай)
«Аль-Шабаб» (араб. نادي الشباب العربي‎) — бывший эмиратский футбольный клуб из города Дубай. Основан в 1958 году, домашние матчи проводил на арене «Мактум ибн Рашид Аль Мактум», вмещающей 20 000 зрителей. Выступал в Футбольной лиге ОАЭ. Клуб трижды становился чемпионом ОАЭ и пять раз побеждал в Кубке страны. В июле 2017 года объединился с дубайскими клубами «Дубай» и «Аль-Ахли» для создания клуба «Шабаб Аль-Ахли Дубай».

## История
В 2015 году клуб выиграл Кубок ОАЭ.

## Достижения
- Чемпион ОАЭ (3): 1989/90, 1994/95, 2007/08
- Обладатель Кубка ОАЭ (5): 1981, 1990, 1994, 1997, 2015
- Обладатель Клубного кубка чемпионов Персидского залива (1): 1992, 2015

## Участие в азиатских кубках
- Лига чемпионов АФК — 3 раза:
  - 1992 — 4-е место,
  - 1996 — первый раунд,
  - 2009 — групповая стадия.
- Кубок обладателей кубков Азии по футболу — 3 раза:
  - 1991 — полуфинал,
  - 1995 — финал,
  - 1998 — второй раунд.

## Тренеры
- Дейв Макай (1983—1984)
- Клод Ле Руа (1985)
- Маркос Фалопа (1985—1986)
- Маркос Пакета (1988—1989, 2012—)
- Илие Балач (1994—1996, 2006—2007)
- Ринус Исраэл (1999—2000)
- Душан Радольский (2000—2001)
- Джемал Хаджиабдич (2004—2006)
- Тониньо Серезо (2008—2009)
- Пауло Бонамиго (2009—2012)